# Trace Armstrong
Raymond Lester Armstrong III (Bethesda, 5 ottobre 1965) è un ex giocatore di football americano statunitense che ha giocato nel ruolo di defensive end nella National Football League (NFL).
Al college giocò a football all'Università statale dell'Arizona

## Carriera professionistica
Armstrong fu scelto come 12º assoluto nel Draft NFL 1989 dai Chicago Bears. Dopo avere fatto registrare 5 sack nella sua prima stagione, ne mise a segno 10 nella successiva, venendo anche premiato come miglior difensore della NFC del mese di settembre. Rinnovò coi Bears prima della stagione 1993, in cui totalizzò 11,5, sack ,venendo premiato per tre volte come miglior difensore della settimana.
Il 4 aprile 1995, Armstrong fu scambiato coi Miami Dolphins per una scelta del secondo e del terzo giro del draft. Vi rimase fino alla stagione 2000, in cui guidò la AFC con 16,5 sack, venendo convocato per l'unico Pro Bowl della carriera. Nel 2001 firmò come free agent con gli Oakland Raiders, con cui divenne il 20º giocatore della storia a raggiungere i 100 sack in carriera. Si ritirò dopo il 2003, in quel momento al 16º posto di tutti i tempi con 106 sack.

## Palmarès

### Franchigia
- American Football Conference Championship: 1

Oakland Raiders: 2002

### Individuale
- Convocazioni al Pro Bowl: 1

2000
- Second-team All-Pro: 1

2000
- Leader della NFL in fumble forzati: 1

2000
- PFWA All-Rookie Team - 1989
- Club dei 100 sack

## Statistiche
| Partite             | 211   |
| Partite da titolare | 129   |
| Tackle              | 619   |
| Sack                | 106,0 |
| Fumble forzati      | 23    |